# Iwakura
Iwakura (jap. 岩倉市, -shi) ist eine Stadt in der Präfektur Aichi in Japan. Sie liegt nördlich von Nagoya.

## Geschichte
Das Gebiet des heutigen Iwakura wurde in der Jōmon-Zeit und der Yayoi-Zeit besiedelt und in der Heian- und Kamakura-Periode von Shōen beherrscht. Während der Sengoku-Periode wurde es von einem Zweig des Oda-Klans regiert, die die 1479 die Burg Iwakura erbauten. Oda Nobunaga eroberte und zerstörte die Burg in einem Familienkrieg im Jahr 1558.
Das Gebiet um Iwakura ist auch der Stammsitz des Yamauchi-Clans, der die Provinz Tosa in der Edo-Zeit unter dem Tokugawa-Shogunat beherrschte, und Namensgeber der von Iwakura Tomotaka im 17. Jahrhundert begründeten Adelsfamilie der Iwakura. Von 1871 bis 1873 leitete das Familienmitglied Iwakura Tomomi die nach ihm benannte Iwakura-Mission nach Europa und in die Vereinigten Staaten.
Mit der Einrichtung des modernen Gemeindesystems nach Beginn der Meiji-Zeit wurde 1889 das Dorf Iwakura im Bezirk Niwa in der Präfektur Aichi begründet. Im Jahr 1892 wurde es zur Stadt erhoben und 1906 durch den Zusammenschluss mit drei benachbarten Dörfern erweitert. Iwakura bekam am 1. Dezember 1971 die Rechte einer kreisfreien Stadt (Shi) verliehen.

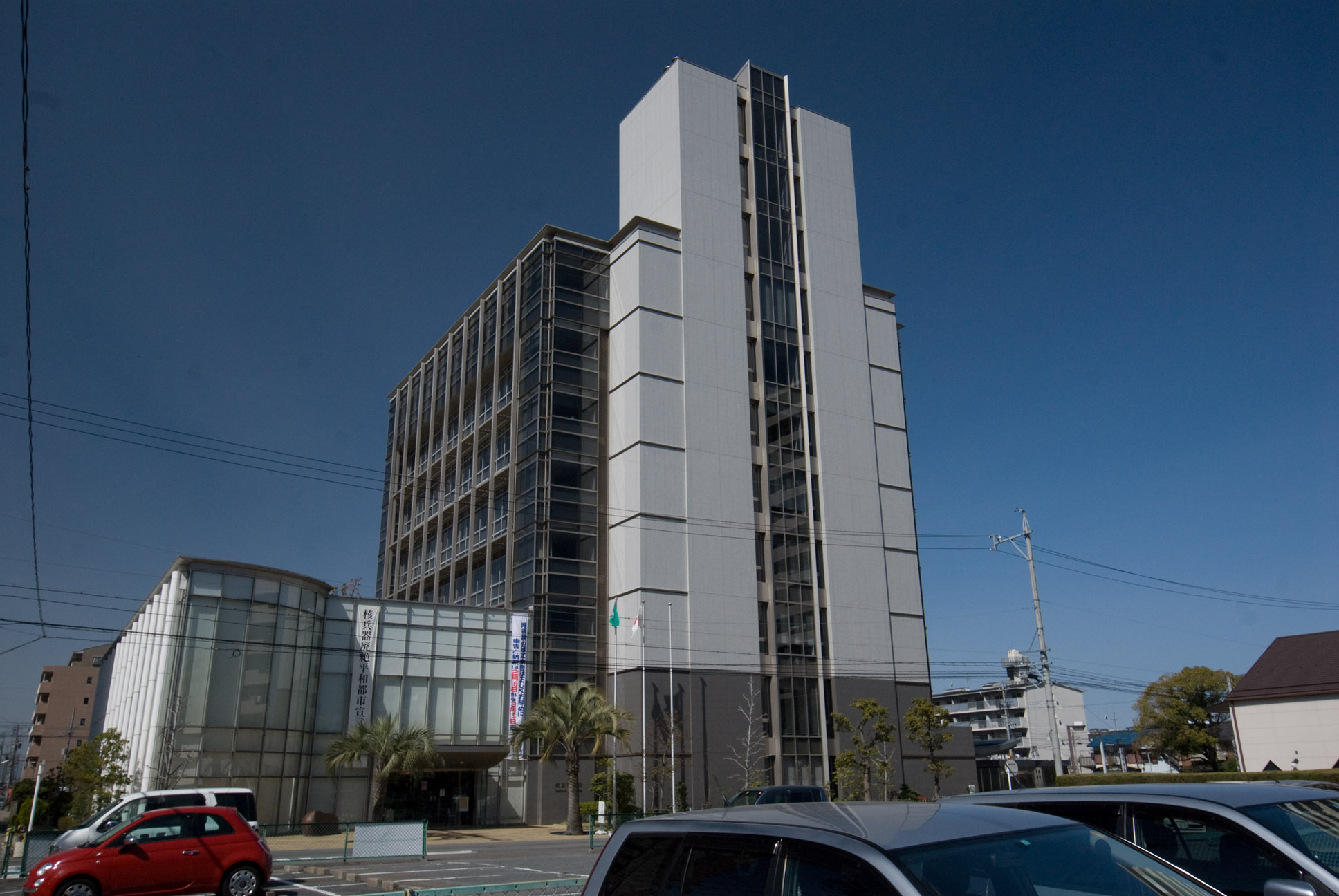
Rathaus

## Sehenswürdigkeiten

Kirschblüten am Gojō-Fluss

Iwakura ist bekannt für das Kirschblüten-Fest (桜祭り sakura matsuri) entlang des Gojo-Flusses, das als eines der größten Sakura-Feste in Aichi gilt.
Ein Denkmal an der Stelle des hinteren Tores des früheren Hauptgeländes erinnert an die Burg Iwakura.

## Verkehr
- Straße: Nationalstraße 155
- Zug: Meitetsu Inuyama-Linie

## Angrenzende Städte und Gemeinden
- Komaki
- Ichinomiya
- Kitanagoya

## Söhne und Töchter
- Paul Daisuke Narui (* 1973), römisch-katholischer Ordensgeistlicher, Bischof von Niigata